# Parnall Peto
Die Parnall Peto war ein zweisitziges U-Boot-Bordflugzeug des britischen Herstellers Parnall aus dem Jahre 1925. Die Peto ist eines der kleinsten Wasserflugzeuge, das bis heute gebaut wurden.

## Geschichte
Der erste bekannt gewordene Transport eines Flugzeugs an Bord eines U-Boots fand 1916 statt, als zwei Sopwith-Schneider-Wasserflugzeuge zerlegt an Bord der britischen HMS E.22 mitgeführt wurden.
Die zwei Exemplare der Peto wurden nach der Anforderungsspezifikation 16/24 der Royal Air Force gebaut und erhielten die militärischen Kennzeichen N181 und N182.
Für die Versuche unter Einsatzbedingungen wurde das Boot M2 ausgewählt, das zweite von drei Booten, die für speziell für den Einsatz eines 12-Zoll-(30,5-cm)-Geschützes konstruiert wurden und für den Einsatz zum Küstenbeschuss vorgesehen waren.
Nachdem M1 nach einer Kollision im Ärmelkanal sank, wurde M.2 umgebaut und das Geschütz durch einen Hangar ersetzt. Darauf wurde ein Kran gesetzt, um das Flugzeug nach dem Einsatz wieder an Bord hieven zu können. Das Tor an der Vorderseite des Hangars besaß an der Innenseite Schienen, so dass nach dem Öffnen des nach vorne klappenden Tores das Flugzeug nach vorne geschoben werden konnte. Ein Startkatapult wurde erst 1929 eingebaut, bis dahin wurden die Maschinen zum Starten mit dem Kran zu Wasser gelassen.
Entworfen wurde die Peto von Harold Bolas, der 1917 als Chefkonstrukteur zu Parnall kam.
Der Erstflug der Peto fand 1925 auf dem Yate Aerodrom in der Nähe von Bristol statt. Dabei wurde das Landfahrwerk einer Parnall Pike eingesetzt, das an der kleinen Maschine reichlich überdimensioniert wirkte. Die ersten Wasserversuche mit der N181 wurden im November 1925 in Felixstowe und mit der N182 im Jahre 1926 durchgeführt. Die Versuche dauerten bis 1929. Die zweite Maschine erhielt nach einem unfallbedingten Neuaufbau anschließend das Kennzeichen N255 und kehrte Ende 1930 nach Felixstowe zurück.
Im Abschlussbericht vom 6. Februar 1931 wurden die Flug- und Handhabungseigenschaften des Typs sehr positiv beurteilt.

## Konstruktion
Die Peto war hauptsächlich aus Fichtenholz hergestellt und mit Stoff bespannt. Verstärkungen der Konstruktion und die Leitwerksbeschläge bestanden aus Edelstahl. Das damals noch schwierig zu schweißende Material stellte zu dieser Zeit eine Neuheit im Flugzeugbau dar.
Durch die deutlich unterschiedlichen Spannweiten der unteren und oberen Tragflächen wies das Flugzeug eine Anderthalbdecker- bzw. Sesquiplane-Auslegung auf. Nach dem Beiklappen der Tragflächen betrug die Spannweite nur noch 2,40 m (8 ft). Nur die obere Fläche hatte eine V-Stellung.
Obwohl später Metallschwimmer eingesetzt wurden, waren die ersten Ausführungen vom „Saunders Consuta“-Typ. Diese bestanden aus Mahagoni-Sperrholz, wobei die einzelnen Platten mit Kupferdraht zusammengenäht wurden.
Der Prototyp N181 wurde anfangs mit einem Drei-Zylinder-Sternmotor Bristol Lucifer Mk. III ausgerüstet, der eine Leistung von 114,5 PS abgab und einen Holzpropeller antrieb. Die N182 erhielt einen Lucifer Mk. IV mit einer Leistung von 127,8 PS. Es wurde hier auch zum ersten Mal die vorgesehene Funkausrüstung eingebaut. 1929 waren beide Maschinen mit einem 5-Zylinder-Sternmotor Armstrong Siddeley Mongoose Mk. I (138 PS Dauerleistung, 153 PS maximal) und einem Zwei-Blatt-Metallpropeller Fairey-Reed ausgestattet. Für die abschließenden Tests wurde N181 mit einem Mongoose Mk. II (145,5 PS Dauerleistung, 157 PS maximal) ausgerüstet.
Wenn auch nur zwei Exemplare gebaut wurden, so wurden immerhin sechs unterschiedliche Tragflächensätze erprobt. Diese unterschieden sich in den verwendeten Profilen (RAF 15 und RAF 31), den Auftriebshilfen und den Endbogen.

## Verbleib
N255 ging verloren, als M.2 am 26. Januar 1932 vor Portland sank, weil das Hangartor nicht vollständig geschlossen war.

## Technische Daten
(gelten für die N181 mit einem RAF-31-Profil, geschlitzten Tragflächen mit geraden Flügelenden)
| Kenngröße              | Daten                                                                                    |
| ---------------------- | ---------------------------------------------------------------------------------------- |
| Besatzung              | 2                                                                                        |
| Länge                  | 6,88 m (22 ft 7,5 in)                                                                    |
| Spannweite             | 8,66 m (28 ft 5 in)                                                                      |
| Höhe                   | 2,44 m (8 ft)                                                                            |
| Flügelfläche           | 16 m² (172,25 ft²)                                                                       |
| Leermasse              | 635 kg (1398 lb)                                                                         |
| Startmasse             | 893 kg (1966 lb)                                                                         |
| Höchstgeschwindigkeit  | 181 km/h (97,8 kts)                                                                      |
| Mindestgeschwindigkeit | 92 km/h (49,5 kts)                                                                       |
| Landegeschwindigkeit   | 94 km/h (51 kts)                                                                         |
| Dienstgipfelhöhe       | 2800 m (9170 ft)                                                                         |
| Triebwerke             | ein Armstrong Siddeley Mongoose II mit 145,5 PS Dauerleistung und 157 PS Maximalleistung |